# Tuomas Kansikas
Tuomas Kansikas (Valkeala, 15 de maio de 1981) é um futebolista finlandês que já atuou no Myllykosken Pallo, e no HJK Helsinki.